# Thagria gladiiformis
Thagria gladiiformis är en insektsart som beskrevs av Zhang 1994. Thagria gladiiformis ingår i släktet Thagria och familjen dvärgstritar. Inga underarter finns listade i Catalogue of Life.